# Masseube
Masseube je francouzská obec v departementu Gers v regionu Midi-Pyrénées. V roce 2011 zde žilo 1 600 obyvatel. Je centrem kantonu Masseube.

## Sousední obce
Bellegarde, Bézues-Bajon, Esclassan-Labastide, Labarthe, Lourties-Monbrun, Panassac, Pouy-Loubrin,

## Vývoj počtu obyvatel
Počet obyvatel 